# Кладонія зірчаста
Кладонія зірчаста, кладонія альпійська (Cladonia stellaris) — гіпоактомонтанний лишайник роду кладонія (Cladonia). Класифіковано у 1971 році.

## Будова

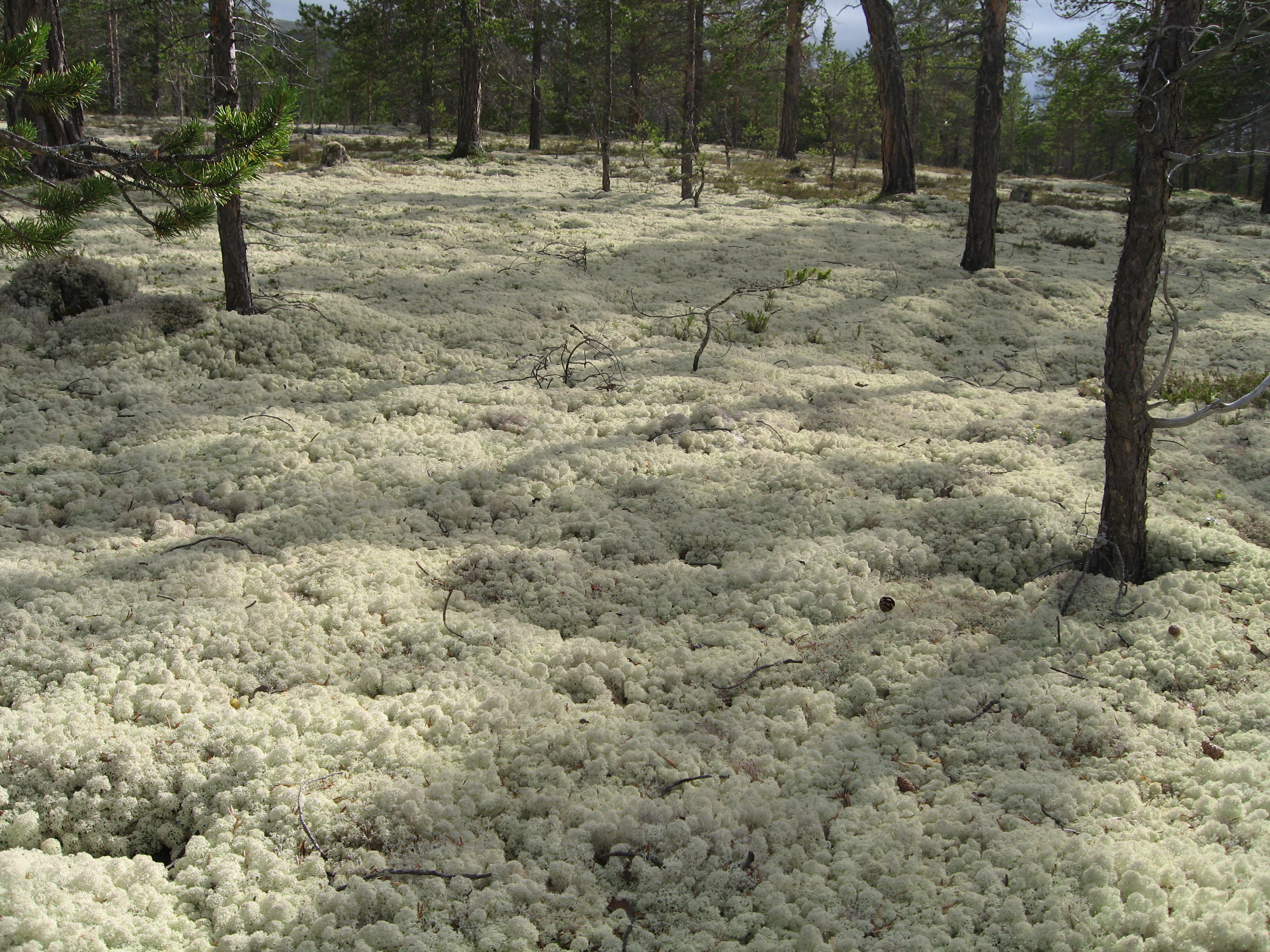
Зарості кладонії зірчастої

Тіло кущисте матове 1,3–2 см заввишки. Кольору від білувато-сірого до світло-сірувато-зеленого. До субстрату не прикріплений. Гілочки рясно розгалужені.

## Життєвий цикл
Розмножується нестатевим (пікноконідіями та фрагментами слані) та статевим шляхом.

## Поширення та середовище існування
Арктика. Зустрічається у Південній Азії (Китай, Непал), Північній Америки, Гренландії та Норвегії.

## Природоохоронний статус
Включений до третього видання Червоної книги України (2009 р.).